# Riskin' It All
Riskin' It All è il quarto album, pubblicato nel 1991, del gruppo musicale hard rock D-A-D.

## Tracce
1. Bad Craziness – 3:16
2. D*Law – 3:48
3. Day of Wrong Moves – 3:58
4. Rock 'n' Rock Radar – 2:36
5. Down That Dusty 3'rd World Road – 4:23
6. Makin' Fun of Money – 4:08
7. Grow or Pay – 4:59
8. Smart Boy Can't Tell Ya' – 3:15
9. Riskin' It All – 2:37
10. Laugh 'n' a ½ – 3:29

## Formazione
- Jesper Binzer - voce, chitarra
- Jacob Binzer - chitarra
- Stig Pedersen - basso
- Peter Lundholm Jensen - batteria